# Сител (телевизия)
Телевизия „Сител“ (на македонска литературна норма: Телевизија Сител) е частен телевизионен канал в Северна Македония, който стартира на 17 септември 1994 г., една от първите частни телевизионни канали в страната. Програмата на телевизията е основно с информационна съдържание, с излъчването на редица филми и атрактивни спортни предавания.
Главен редактор на телевизията е Драган Павлович–Латас.